# جامعة بوغوموليتس الطبية الوطنية
جامعة بوجوموليتس الطبية الوطنية (اختصارًا NMU) هي كلية طبية تأسست عام 1841 في كييف، أيامالإمبراطورية الروسية من قبل القيصر الروسي نيكولاس الأول. سميت الجامعة على اسم عالم الفسيولوجيا ألكسندر أ.بوجوموليتس. توفر الجامعة تدريبًا طبيًا لأكثر من 10000 طالب، بما في ذلك حوالي 1300 أجنبي من 56 دولة. توظف الجامعة حوالي 1200 عضو هيئة تدريس.
تأسست الجامعة من قبل صاحب السمو الملكي ميكولا. تعد جامعة بوجوموليتس الطبية الوطنية واحدة من أفضل الجامعات الطبية في أوكرانيا. وتقدم دورات متنوعة للطلاب في المرحلة الجامعية وما بعد التخرج. تتكون الجامعة من 10 كليات. تمتلك جامعة بوجوموليتس الطبية الوطنية أيضًا معهدًا منفصلاً للتعليم العالي. تعد الجامعة رائدة في تدريب الأخصائيين الطبيين والباحثين في مجال الرعاية الصحية. تضم جامعة بوجوموليتس الطبية الوطنية حوالي 1500 أستاذ. منهم 855 حاملي درجة دكتوراه و 205 دكتوراه في العلوم. وبالتالي، يتم تدريب الطلاب من قبل محترفين وأكاديميين خبراء في مجال الطب.

## أبرز خريجي الجامعة
- 1860: فلاديمير بيتز، عالم تشريح روسي وأستاذ في علم الأنسجة وأستاذ في جامعة سانت فلاديمير اليوم (جامعة بوغوموليتس الطبية الوطنية)، اشتهر باكتشاف الخلايا العصبية الهرمية العملاقة للقشرة الحركية الأولية والتي سميت لاحقًا بخلايا بيتز.
- 1925: فافست شاركافسكي، كان ضابطًا وطبيبًا وخبيرًا في الطب الشرعي في الجيش السوفيتي خلال الحرب العالمية الثانية. اشتهر بإشرافه على تشريح جثة أدولف هتلر وإيفا براون في عام 1945.
- 1946: إسحاق تراختنبرج، عضو الأكاديمية الوطنية للعلوم في أوكرانيا
- مارينا بوروشينكو، السيدة الأولى لأوكرانيا
- 1989: أولغا بوجوموليتس، مغنية وكاتبة أغاني وطبيبة ومرشحة رئاسية
- أوليه موسي، وزير الرعاية الصحية (أوكرانيا)